# Jürgen Tomczak
Jürgen Tomczak (* 2. März 1944) ist ein ehemaliger deutscher Fußballspieler.

## Karriere
Der Abwehrspieler begann seine Karriere bei der SpVgg Fichte Bielefeld und stand in der Saison 1967/68 im Kader des Regionalligisten Arminia Bielefeld stand. Er war einer von zwei offiziellen Amateurspielern im Kader. Tomczak kam in dieser Saison auf acht Einsätze in der zweitklassigen Regionalliga West, in denen er ohne Torerfolg blieb. Die Arminia belegte am Saisonende Platz vier und Tomczak wechselte zum damaligen Verbandsligisten SpVgg Bad Pyrmont. Mit diesem erreichte er 1971 die Hauptrunde des DFB-Pokals, der damals in Hin- und Rückspielen ausgetragen wurde. In den beiden Erstrundenpartien gegen Werder Bremen kam er so noch zu zwei Pokaleinsätzen.